# Kelevan
Le kelevan est un composé organique dérivé de l'acide éthyl-lévulinique et du chlordécone.

## Synthèse
Le kelevan peut être obtenu par condensation du chlordécone et de l'éthyl-lévulinate.

## Propriétés
Le kelevan est un solide blanc qui s'hydrolyse. Il se décompose lorsqu'il est chauffé à une température supérieure à 91 °C. Les produits techniques contiennent 94 à 98 % de kelevan, 0,1 à 2 % de chlordécone et 0,5 à 4,0 % de sels inorganiques.

## Utilisation
Le kelevan a été utilisé comme insecticide (par exemple, contre les doryphores). Il a été autorisé de 1971 à 1980 en RFA et de 1974 à 1981 en RDA.